# 1752
Évszázadok: 17. század – 18. század – 19. század
Évtizedek: 1700-as évek – 1710-es évek – 1720-as évek – 1730-as évek – 1740-es évek – 1750-es évek – 1760-as évek – 1770-es évek – 1780-as évek – 1790-es évek – 1800-as évek
Évek: 1747 – 1748 – 1749 – 1750 –  1751 – 1752 – 1753 – 1754 – 1755 – 1756 – 1757

## Események

### Határozott dátumú események
- szeptember 11. – A helytartótanács zároltatja Molnár Gergely Elementa grammaticae Latinae című művét, mert Rákóczi tevékenységét nem megfelelő módon tárgyalja.[1]
- szeptember 14. – Nagy-Britannia és a Brit Birodalom áttér a Gergely-naptárra, azaz szeptember 2-át szeptember 14-e követte.[2]

## Születések
- január 1. – Betsy Ross, az első amerikai zászló készítője († 1836)
- március 24. – Fábri Pál, evangélikus lelkész († 1829)
- július 20. – Mailáth György, királyi személynök és a királyi ítélőtábla elnöke († 1821)
- július 25. – Marczibányi István, Csanád vármegye alispánja, a művészetek és a tudomány mecénása († 1810)
- augusztus 13. – Habsburg–Lotaringiai Mária Karolina Lujza, osztrák főhercegnő, magyar és cseh királyi hercegnő, Nápoly és Szicília királynéja († 1814)
- augusztus 25. – Karl Mack von Leiberich, osztrák tábornok († 1828)
- december 29. – Wilhelmine von Lichtenau, II. Frigyes Vilmos porosz király szeretője († 1820)

Bizonytalan dátum
1752 körül – Barczafalvi Szabó Dávid, tanár, író, nyelvújító, műfordító, lapszerkesztő († 1828)

## Halálozások
- április 29. – Alapi Konstantin, piarista tanár, latin költő (* 1698)
- szeptember 22. – Apor Péter, történetíró, főispán, királybíró (* 1676)
- november 13. – Szörényi László, szerémi püspök (* 1670)